# Adelomyrmex foveolatus
Adelomyrmex foveolatus é uma espécie de formiga do gênero Adelomyrmex, pertencente à subfamília Myrmicinae.